# Epiglottal flap
Den epiglottale flap er en konsonant sproglyd, der er ikke eksisterer som fonem i verdens sprog. Imidlertid findes den som en allofon af den epiglottale klusil - ⟨ʡ⟩ - mellem vokaler i Dahalo og måske andre sprog.
Den epiglottale flap har ikke noget dedikeret symbol i det internationale fonetiske alfabet, men kan transskriberes ved at tilføje det diakritiske tegn for ikke-stavelsesdannende vokal til symbolet for den epiglottale klusil.

## Egenskaber
Den velære laterale approksimant er:
- Pulmonisk-egressiv, hvilket betyder at den udtales ved at lade lungerne trykke luft ud gennem taleapparatet.
- Stemt, hvilket betyder at stemmebåndet er spændt under udtalen og genererer dermed en tone.
- Epiglottal, hvilket betyder at den udtales med strubelåget trykket mod strubehovedet.
- Flap, hvilket betyder at den udtales med en enkelt muskelsammentrækning, så der skabes meget kortvarig kontakt på artikulationsstedet.

## Anvendelse i sprog
| Sprog  | Sprog  | Ord | IPA | Betydning | Noter           |
| ------ | ------ | --- | --- | --------- | --------------- |
| Dahalo | Dahalo |     |     |           | Allofon af ⟨ʡ⟩. |